# Le Piège de l'architecte
Le Piège de l'architecte (titre original : Riptide) est un roman d'aventures de Douglas Preston et Lincoln Child, paru aux États-Unis en 1998.

## Résumé
Le propriétaire d’une île aux trésors dans l’État du Maine, est approché par un capitaine aventurier qui vient lui proposer de réussir là où des générations d’hommes ont échoué avant lui : découvrir le trésor du pirate Ockham le Rouge (mélange de Barbe Noire et de Jack Rackham) enfoui au fond d’un puits. Mais le dispositif est diabolique : le puits se remplit d’eau à chaque marée et est truffé de pièges. Son architecte semble l’avoir conçu pour que jamais personne ne puisse récupérer le trésor. Pour quelle raison ? Simple vengeance envers le pirate qui l’aurait contraint à concevoir ce coffre-fort ou protection contre la malédiction qui semble entourer ce trésor ?

## Source d'inspiration
Preston et Child ont utilisé l'histoire « vraie » du trésor de l'île Oak (Canada), où depuis 1795 de nombreux chercheurs tentent de découvrir dans un puits un trésor attribué au pirate William Kidd.

## Éditions françaises
- Robert Laffont, 2000, 397 p., 24 cm.  (ISBN 2-221-08643-0)
- Archipel, 2010, 451 p., 24 cm.  (ISBN 978-280980333-4)
- J'ai lu no 9916, 2012, 573 p., 18 cm.  (ISBN 978-229003032-5)